# Лавришево
Лавришево (бел. Ла́ўрышава) — деревня в Новогрудском районе Гродненской области Республики Беларусь. В составе Щорсовского сельсовета. Известность связана со Свято-Елисеевским Лавришевским мужским монастырём, одним из самых старинных в Беларуси.

## География
В 27 км к востоку от г. Новогрудка, 55 км от железнодорожной станции Новоельня (линии Барановичи Полесские—Лида). Транспортные связи по автомобильной дороге с Новогрудком.

### Гидрография
Расположена по обе стороны от реки Воловка, неподалёку о её впадения в реку Неман.

## Этимология
Название, возможно, происходит от слова "лавра", либо от имени Лавриш (Лаврентий), которое могло быть монашеским именем одного из основателей монастыря — князя Войшелка. Встречаются неместные варианты: Лаврашево, Лаврушево.

## История

### Древность
Результаты археологических раскопок показывают, что первое поселение людей на месте деревни существовало в первобытнообщинном времени, задолго до образования Лавришево. У берега реки Воловка в деревне найдены следы поселения, относящегося к среднему периоду каменного века — мезолиту (9-е—5-е тысячелетия до н. э.).

### ВСредневековье
В XII веке в Понеманье образовалось Новогрудское княжество, в него входила и местность, где расположена Лавришево. В середине XIII века, когда для славян и балтов возникла угроза со стороны Ливонского ордена и монголо-татарского нашествия, это княжество стало частью земель, из которых сложилось новое централизованное государство — Великое Княжество Литовское, в дальнейшем оно объединило все княжества Беларуси и Литвы.

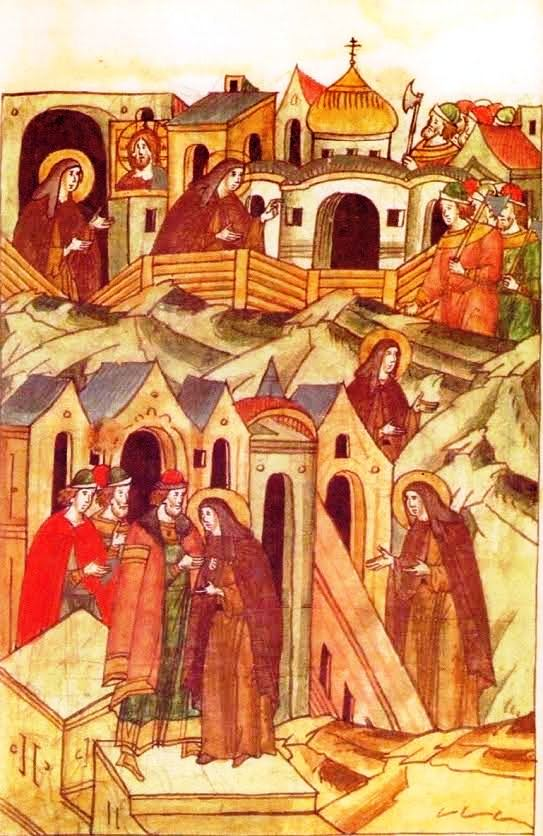
Войшелк основывает монастырь. Миниатюра из Остермановского I-го тому Лицевого летописного собрания, XVI в. Библиотека Российской академии наук, г. Санкт-Петербург.

Согласно Галицко-Волынской летописи, около 1260 года сын первого великого князя ВКЛ Миндовга — Войшелк (великий князь Литовский в 1264-1267 гг.) — основал монастырь «на реке на Немане, между Литвой и Новогрудком, и там жил». Согласно церковному преданию, монастырь был основан в середине XIII века преподобным игуменом Елисеем.
Лавришевский монастырь являлся одним из важнейших духовных центров белорусских земель со времени образования ВКЛ. Не позднее 1329 года для монастыря было переписано Лавришевское Евангелие — прекрасный пример иллюстрированной рукописной книги в Беларуси XIV века.
Около 1350 года в монастыре была построена церковь св. Николая, на средства князя Новогрудского Михаила-Кариата Гедиминовича, после его возвращения из ордынско-московского плена. С целью изучения монастырского поселения в деревне проводились археологические исследования, которые в 2011-2015 гг. вели Лавришевские археологические экспедиции. В ходе раскопок была обнаружена, в частности, часть каменно-кирпичного фундамента постройки XIV века, которая соотнесена с этой церковью.
В «Описи документов, относящихся к Лавришевскому монастырю» (хранится в Институте рукописи Национальной библиотеки Украины имени В. И. Вернадского), записано, что уже в скором времени после основания монастыря ему принадлежало село Лавришево, которое сформировалось из крестьян, что постепенно поселились около монастыря. Документ, подтверждающий образование деревни, не сохранился.
В 1413 году местность вошла в образованное Новогородское наместничество Троцкого воеводства.

Лавришево упоминается в «Обмежевание спорных земель Лавришевского монастыря, которое исполнено наместником новогрудским Петром Монтигердовичем по приказу великого князя Витовта». В документе указано, что он «писанъ у Лавришовое» (старобелор.). Оригинал документа не сохранился, в копии (1711 года) подана дата 15 июня 1398 года, однако историки считают её ошибочной из-за расхождения с другими сведениями в документе. Поэтому документ может быть датирован приблизительно: кон. XIV— нач. XV в., после 1392 года (начало Великого княжения Витовта). Исследователи полагают, что наиболее вероятный год составления документа — 1424 год. 

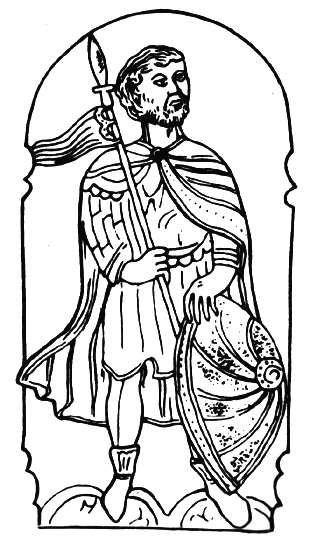
Изображение XVI-XVII вв. на обложении Лавришевского Евангелия. Серебро, чеканка. Библиотека Чарторыйских, Краков, Польша.

В 1506 году деревня вошла в Новогородский уезд, который был образован в составе Новогородского воеводства (выделено из Троцкого).

### В Новое время

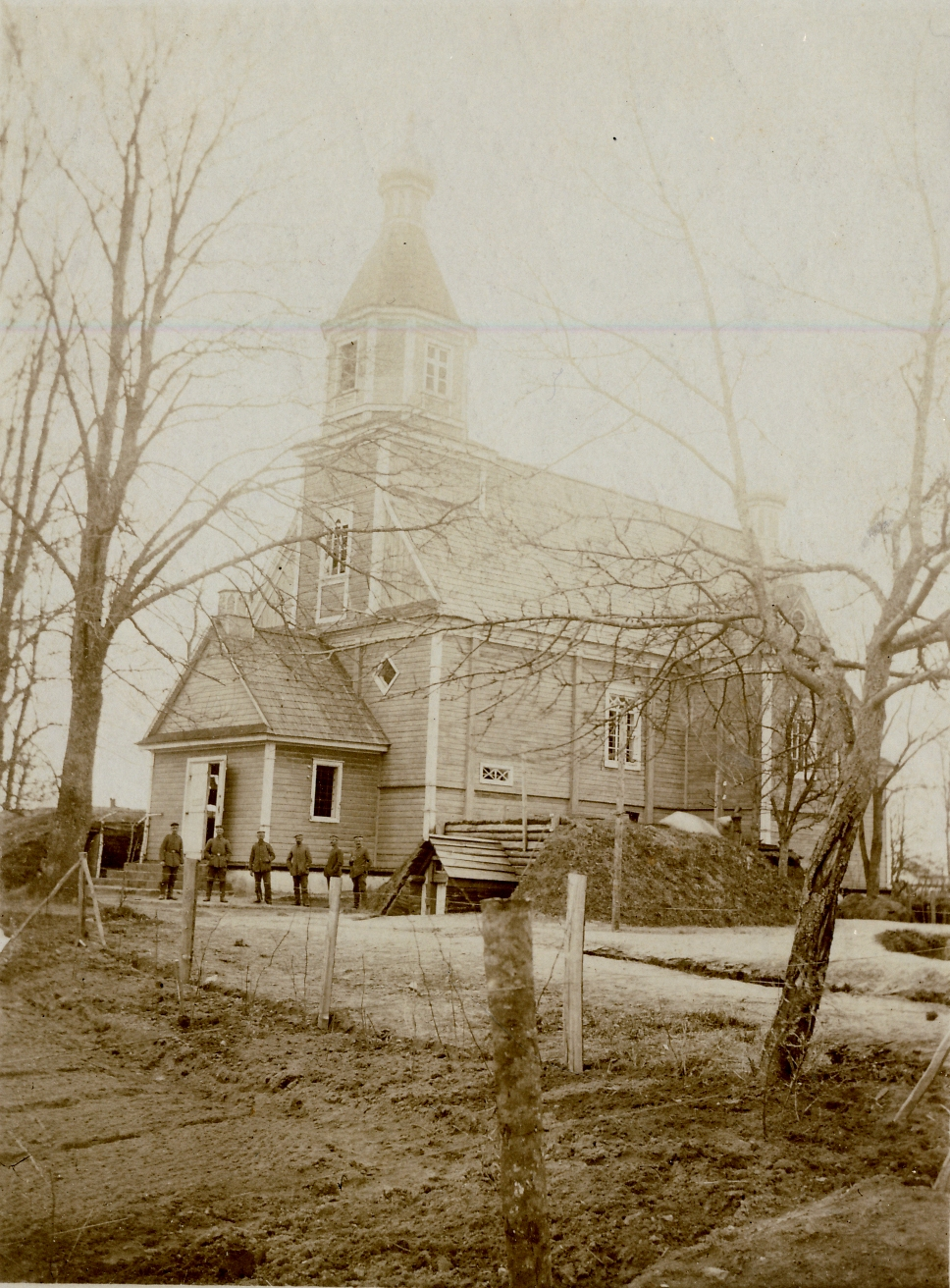
Свято-Успенская церковь, фото до 1919 года.

С 1 июля 1569 года Лавришево в результате объединения ВКЛ с Польским Королевством — в образованной Речи Посполитой. В 1775 году построена монастырская церковь Успения Пресвятой Богородицы, она действует и сейчас.
С 1795 года, в результате III раздела Речи Посполитой — в Российской империи. В 1885 году деревня Негневичской волости Новогрудского уезда Минской губернии; имелись школа, церковь, часовня.
В 1836 году монастырь был закрыт (а в 1913—1915 гг. и затем в 2007 г. восстановлен в соседней д. Гнесичи).
С 25 марта 1918 года Лавришево — в провозглашенной БНР.

### В настоящее время
С 1 января 1919 года — в ССРБ, с 27 февраля 1919 года — в ЛБССР. После советско-польской войны по Рижскому мирному договору 1921 года — в Польше, деревня Негневичской гмины Новогрудского уезда. В 1938 году построена 1-этажная школа, здание сохранилось до нашего времени.
С 1939 года в БССР, с 1940 года центр Лавришевского сельсовета Любчанского, с 1956 года — Новогрудского районов. С 1959 года в Щорсовском сельсовете. В составе колхоза «Звязда» имени 50-летия СССР.
В 1941 году деревня была оккупирована немецкой армией. В 1944 году в ходе контрнаступления СССР деревня была освобождена.
В 1968 году построена неполная средняя школа (действовала до 2011 года). Работали также детский сад, Дом культуры, библиотека, фельдшерско-акушерский пункт, отделение связи, магазин.

## Население

### Численность
- 2009 год — 146 жителей

### Динамика
- 1601 год — 19 дворов
- 1885 год — 460 жителей, 52 двора
- 1908 год — 513 жителей, 77 дворов
- 1921 год — 214 жителей, 38 двора
- 1999 год — 228 жителей (перепись населения)
- 2008 год — 179 жителей, 91 дворов
- 2009 год — 146 жителей (перепись населения)

## Инфраструктура
- Машинный двор сельскохозяйственного предприятия «Шорсы»
- Отделение почтовой связи
- Фельдшерско-акушерский пункт
- Дом совместного самостоятельного проживания для граждан пожилого возраста
- Библиотека
- Подворье Свято-Елисеевского Лавришевского мужского монастыря
- Церковь Успения Пресвятой Богородицы (Свято-Елисеевского Лавришевского мужского монастыря)

## Транспорт
Автобусные остановочные пункты.

## Достопримечательность
- Свято-Успенская церковь —  Историко-культурная ценность Республики Беларусь, шифр 413Г000748.

Памятник деревянного зодчества конца XVIII в. Принадлежит Свято-Елисеевскому Лавришевскому мужскому монастырю, одному из наиболее старинных в Беларуси (основан в XIII в.). Впервые упоминается в 1517 г. как церковь монастыря, заново построенная в 1775 г. (возможно, на месте прежнего храма), и за свою историю никогда не закрывалась. Находится на первоначальном месте расположения монастыря, в настоящее время является самым старинным его строением.
Расположена в южной части деревни, по правую сторону от р. Воловка, при въезде в Лавришево по пути из Щорсы (сам монастырь сейчас находится в соседней д. Гнесичи). Престольный праздник—Успение Пресвятой Богородицы 15 (28 по современному стилю) августа.
- Памятник Св. Елисею Лавришевскому (1996), во дворе церкви.
- Памятник землякам, погибшим в Великой Отечественной войне, в центре деревни.

## Известные лица
- Константин Иванович Качан (род. 1950) — белорусский художник.